# 大川恵子
大川 恵子（おおかわ けいこ、1936年7月26日 - ）は、日本の元女優。愛知県名古屋市出身。本名は加古 啓子（かこ ひろこ）。愛知県立刈谷高等学校卒業。

## 来歴
1955年に名鉄デパートに入社するが、月刊誌『平凡』主催「ミス平凡」に選ばれ、1956年に東映ニューフェイスの第3期生となる。同期には里見浩太朗・桜町弘子・大村文武らがいた。芸名は当時の東映社長の大川博が命名したものである。黄金期の東映時代劇でお姫様女優として活躍。『姫君一刀流』は唯一の主演作である。1962年、時代劇ブームの去る前にサラリーマンと結婚、引退し映画界を去る。以降、マスコミに出ることはない。
1959年（昭和34年）3月2日から6日まで開催された「ベルリン日本映画芸術の日」と3月6日から11日まで開催された「ミュンヘン日本映画見本市」に出席のため同3月1日、芦川いづみ（日活）、大空眞弓（新東宝）、小山明子（松竹）、司葉子（東宝）、若尾文子（大映）ら他の映画会社代表女優たちと共に東映代表女優としてドイツへ出発。
- 同3月1日、ベルリン着。ベルリンでの宿泊先はヒルトン・ベルリン。3月3日、記者会見。3月4日、CCCスタジオ（CCC studio）訪問。
- 3月5日、ベルリンを出発しミュンヘンに到着。ミュンヘンでの宿泊先はケンピンスキー・ホテル・フィア・ヤーレスツァイテン（Hotel Vier Jahreszeiten）。3月7日、記者会見。3月9日、女優たちのサイン会が開かれた。3月10日、バヴァリア・スタジオ（Bavaria Film）見学。
- 同3月25日、日本に帰国した。
- 現地で上映された日本映画は『無法松の一生』（第19回ヴェネツィア国際映画祭金獅子賞受賞作品）、『楢山節考』（木下惠介監督版）、『白蛇伝』（アニメーション映画）など。

1962年（昭和37年）に結婚し、引退。

## 主な出演

### 映画
- とんちんかん八百八町（1957年）- お絹 役
- 大学の石松 女群突破（1957年）- 豆千代 役
- 多情仏心（1957年）- お澄 役
- さけぶ雷鳥（1957年) - 青池早百合 役
- さけぶ雷鳥 解決篇（1957年) - 青池早百合 役
- さよなら港（1957年）- 夏子 役
- 緋ぼたん肌（1957年）- お梅 役
- 魔の紅蜥蜴（1957年）- 佐野菊江 役
- 素浪人忠弥（1957年）- すず 役
- こけし子守唄 夕やけ鴉（1957年）- さよ子 役
- 若さま侍捕物帳 鮮血の人魚（1957年）- うつぼ姫 役
- 佐々木小次郎（1957年）- まん 役
- 佐々木小次郎 後篇（1957年）- まん 役
- 恋風道中（1957年）- お清 役
- 朝晴れ鷹（1957年）- 織江 役
- 旗本退屈男 謎の蛇姫屋敷（1957年）- 立花浅茅 役
- 神変麝香猫（1958年）- 由美 役
- 緋ざくら大名(1958年) - 鶴姫 役
- 千両獅子（1958年）- 雪姫 役
- 源氏九郎颯爽記 白狐二刀流（1958年）- 志津子 役
- 伊那の勘太郎（1958年）- おせい 役
- 鶯城の花嫁（1958年） - 松姫 役
- 怪猫からくり天井（1958年）- お信 役
- 殿さま弥次喜多 怪談道中（1958年）- お小夜 役
- 大岡政談 幽霊八十八夜（1958年）
- 旗本退屈男（1958年）- お妙 役
- 快傑黒頭巾（1958年）- 早苗 役
- 剣は知っていた 紅顔無双流（1958年）- 鮎姫 役
- 柳生旅ごよみ 女難一刀流（1958年）- お光 役
- 濡れ燕 くれない権八（1958年）- 棟方比呂恵 役
- 捨てうり勘兵衛（1958年）- 中村鶴吉 役
- 浅間の暴れん坊（1958年）- お君 役
- 喧嘩笠（1958年）- お喜代 役
- 丹下左膳 怒濤篇 東映京都1959.01.03 - 弥生 役
- 忠臣蔵 桜花の巻 菊花の巻（1959年）- 内匠頭夫人 役
- あばれ大名（1959年）- 浅茅 役
- 美男城（1959年）- 美尾姫 役
- 風流使者 天下無双の剣（1959年）- 佳永 役
- 唄ごよみ出世双六（1959年）- おとき 役
- 独眼竜政宗（1959年）- 愛姫 役
- 姫君一刀流（1959年） - 義姫 役
- はやて紋三郎（1959年）- お仙 役
- 血闘水滸伝 怒涛の対決（1959年）
- 新吾十番勝負 第二部（1959年）- お縫 役
- 榛名ばやし 喧嘩鷹（1959年）- 静菜 役
- 恋山彦（1959年）- お品 役
- 大岡政談 千島の印篭（1959年）- おさと 役
- 緋鯉大名（1959年）- 小夜 役
- 江戸の悪太郎（1959年）- 浪乃 役
- 雪之丞変化（1959年）- 浪路 役
- 野狐笛 花吹雪一番纏（1960年）- 小花 役
- 右門捕物帖 地獄の風車（1960年）- お加代 役
- 人形佐七捕物帖 般若の面（1960年）- お照 役
- 人形佐七捕物帖 くらやみ坂の死美人（1960年）- お照 役
- 浪人市場 朝やけ天狗（1960年）- お美也 役
- 新吾十番勝負 第三部（1960年）- お縫 役
- 新吾十番勝負 完結篇（1960年）- お縫 役
- ひばり十八番 お嬢吉三（1960年）- お栄 役
- 草間の半次郎 霧の中の渡り鳥（1960年）- おけい 役
- 暴れん坊兄弟（1960年）- 千賀 役
- 旗本退屈男 謎の暗殺隊（1960年）- 弥生 役
- 壮烈新選組 幕末の動乱（1960年）- 幾松 役
- 人形佐七捕物帖 血染の肌着（1960年）- お照 役
- 水戸黄門（1960年）- 継の方
- 人形佐七捕物帖 ふり袖屋敷（1960年）- お照 役
- 神田祭り 喧嘩笠（1960年）- 八重 役
- 素浪人百万石（1960年）- 美乃 役
- 森の石松鬼より怖い（1960年）- お民 役
- 江戸の朝風（1960年）- 浦路（八重） 役
- 右門捕物帖 南蛮鮫（1961年）- 千鶴 役
- 鳴門秘帖（1961年）- 甲賀千恵 役
- 鳴門秘帖 完結篇（1961年）- 甲賀千恵 役
- 江戸っ子奉行 天下を斬る男（1961年）- 大岡園絵 役
- 剣豪天狗まつり（1961年）- 里美 役
- 赤穂浪士（1961年）- 瑤泉院 役
- 緋ざくら小天狗（1961年）- 市松 役
- お役者変化捕物帖 血どくろ屋敷（1961年）- お美代 役
- 八荒流騎隊（1961年）- 刀根 役
- 橋蔵の若様やくざ（1961年）- 鶴江 役
- はやぶさ大名（1961年）- より子 役
- 故郷は緑なりき（1961年）- 富代 役
- 赤い影法師（1961年）- 遠藤由利 役
- 瞼の母（1962年）- お登世 役
- 暴れん坊一代（1962年）- おきく 役
- 源九郎颯爽記 秘剣揚羽の蝶（1962年）- 冴姫 役
- きさらぎ無双剣（1962年）- 志乃 役